# Jürgen von Hagen
Jürgen von Hagen (* 14. Dezember 1955 in Iserlohn) ist ein deutscher Ökonom. Er ist Hochschullehrer an der Universität Bonn. 

## Leben und Forschungsgebiet
Jürgen von Hagen studierte nach dem Abitur im Jahr 1975 Wirtschafts- und Sozialwissenschaften an der Universität Dortmund und Politikwissenschaft und Volkswirtschaftslehre an der Universität Bonn. Dort schloss er 1981 sein Studium als Diplom-Volkswirt ab. Er wurde 1986 in Bonn zum Dr. rer. pol promoviert. Nach Lehrtätigkeiten an der Indiana University und an der Universität Mannheim kehrte er 1996 an die Universität Bonn zurück. Dort war er bis 2006 Professor für Volkswirtschaftslehre und Direktor im Zentrum für Europäische Integrationsforschung. Seit 1996 ist er Direktor des Instituts für Internationale Wirtschaftspolitik. Von 2009 bis 2015 war er Prorektor for Research and Junior Academic Personnel; er initiierte und leitet das Honors Program, „das besonders motivierten und leistungsstarken Studierenden ein Zusatzangebot unterbreitet, das sie u. a. mit unterschiedlichen Wissenschaftskulturen und -konzepten vertraut machen soll.“
Internationale Anerkennung erfährt von Hagen insbesondere durch seine Arbeiten zur europäischen Finanzpolitik und zur Geldpolitik. Von Hagen gehörte 2011 laut Handelsblatt Ökonomen-Ranking zu den 20 bedeutendsten deutschsprachigen Ökonomen. Neben zahlreichen Publikationen in internationalen Fachzeitschriften hat Jürgen von Hagen eine große Zahl von Buchbeiträgen verfasst. Er ist Autor oder Herausgeber von über 250 Publikationen. Seit 2003 ist Jürgen von Hagen Herausgeber der Fachzeitschrift European Economic Review. Als Berater war er für den IWF, die Weltbank, die Europäische Kommission, die Europäische Zentralbank, die Deutsche Bundesbank sowie für die deutsche und andere Regierungen in Europa und darüber hinaus tätig.
Jürgen von Hagen ist Christ und u. a. als Prediger in verschiedenen Gemeinden engagiert. Er ist Vorsitzender des Aufsichtsrats des christlichen Spartensenders ERF-Medien aus Wetzlar. und des Pastoral Boards von Clearnote Fellowship, Bloomington Indiana. Er ist Gemeindepastor der freien evangelischen Gemeinde Mülheim-Styrum.
Von Hagen ist verheiratet und hat vier Kinder.

## Auszeichnungen und Mitgliedschaften (Auswahl)
- 1997: Gossen-Preis des Vereins für Socialpolitik[7]
- seit 2001: Mitglied der Leopoldina
- seit 2013: Jury-Mitglied des Young Innovators-Awards, der beim FINANZFORUM VORDENKEN vergeben wird.[8]